# لورن استورم
لورن استورم (انگلیسی: Lauren Storm؛ زادهٔ ۲ ژانویهٔ ۱۹۸۷) هنرپیشه اهل ایالات متحده آمریکا است. وی از سال ۲۰۰۱ میلادی تاکنون مشغول فعالیت بوده‌است.
از فیلم‌هایی که وی در آن نقش داشته است می‌توان به نقشه بازی، فاحشه و  عاشقتم، بث کوپر اشاره کرد.